# Idaea nexaria
Idaea nexaria är en fjärilsart som beskrevs av Jacob Hübner 1826. Idaea nexaria ingår i släktet Idaea och familjen mätare. Inga underarter finns listade i Catalogue of Life.